# Andrzej Bohomolec
Andrzej Bohomolec (ur. 22 listopada 1900 w Rozentowie, zm. 12 grudnia 1988 w Edmonton) – polski kawalerzysta i żeglarz, pisarz. Wraz z dwoma towarzyszami przepłynął Ocean Atlantycki na jachcie „Dal”, w 1933/34 roku.

## Życiorys
Urodził się w rodzinie ziemiańskiej Filipa Bohomolca i Charlotte (Karoliny) z Sienkiewiczów w Rozentowie, który znajduje się dzisiaj w granicach Łotwy. Jego rodzina, według legendy rodzinnej, wywodziła się w prostej linii z dawnych kniaziów mińskich. Ukończył szkołę średnią, a następnie szkołę kawaleryjską w Grudziądzu.
Od lipca 1918 służył w Armii Hallera we Francji, następnie w Wojsku Polskim. Brał udział w wojnie polsko-bolszewickiej. Na stopień rotmistrza został mianowany ze starszeństwem z 1 stycznia 1936 i 12. lokatą w korpusie oficerów kawalerii.
Od 1 kwietnia 1937 był zatrudniony w Ministerstwie Spraw Zagranicznych. W 1938 był radcą Referatu Sowieckiego w Wydziale Wschodnim (P.III) MSZ. W 1939 pracował jako chargé d’affaires w Szanghaju.
W 1940 przyłączył się ochotniczo do Polskich Sił Zbrojnych we Francji. Po klęsce Francji został ewakuowany do Wielkiej Brytanii. Został ciężko ranny w kampanii libijskiej (Tobruk). Po wyzdrowieniu, w październiku 1943 został przydzielony do 1 samodzielnej kompanii komandosów, będącej na stanie osobowym 2 batalionu strzelców „Kratkowanych Lwiątek”, gdzie pełnił funkcję oficera łącznikowego i brał udział w walkach we Włoszech (m.in. Sangro, Garigliano i Pescopennataro, gdzie pełnił rolę dowódcy odcinka Capracotta). Tuż po wyzwoleniu Paryża został odesłany do Polskiej Misji Wojskowej na stanowisko szefa sztabu. Służbę zakończył w stopniu majora. Za swoje czyny został odznaczony Orderem Virtuti Militari.
Po demobilizacji nie wrócił do kraju, lecz wyemigrował do Kanady. Osiadł na południu prowincji Alberta (Kevisville), gdzie jako ranczer („Arrowhead Ranch”) zajął się hodowlą byków. Po pewnym czasie sprzedał swoją posiadłość i kupił, wraz z żoną Andre, nowe duże ranczo, położone w Crows Nest Pass, koło miasteczka Coleman w Górach Skalistych, istniejące do dzisiaj, znane pod nazwą „Bohomolec Ranch”. W uznaniu jego zasług wojennych, królowa Elżbieta II nadała mu 17 października 1960 tytuł honorowego pułkownika (Honorary Lieutenant Colonel) 19th Alberta Dragoons RCAC.

## Wyprawa żeglarska

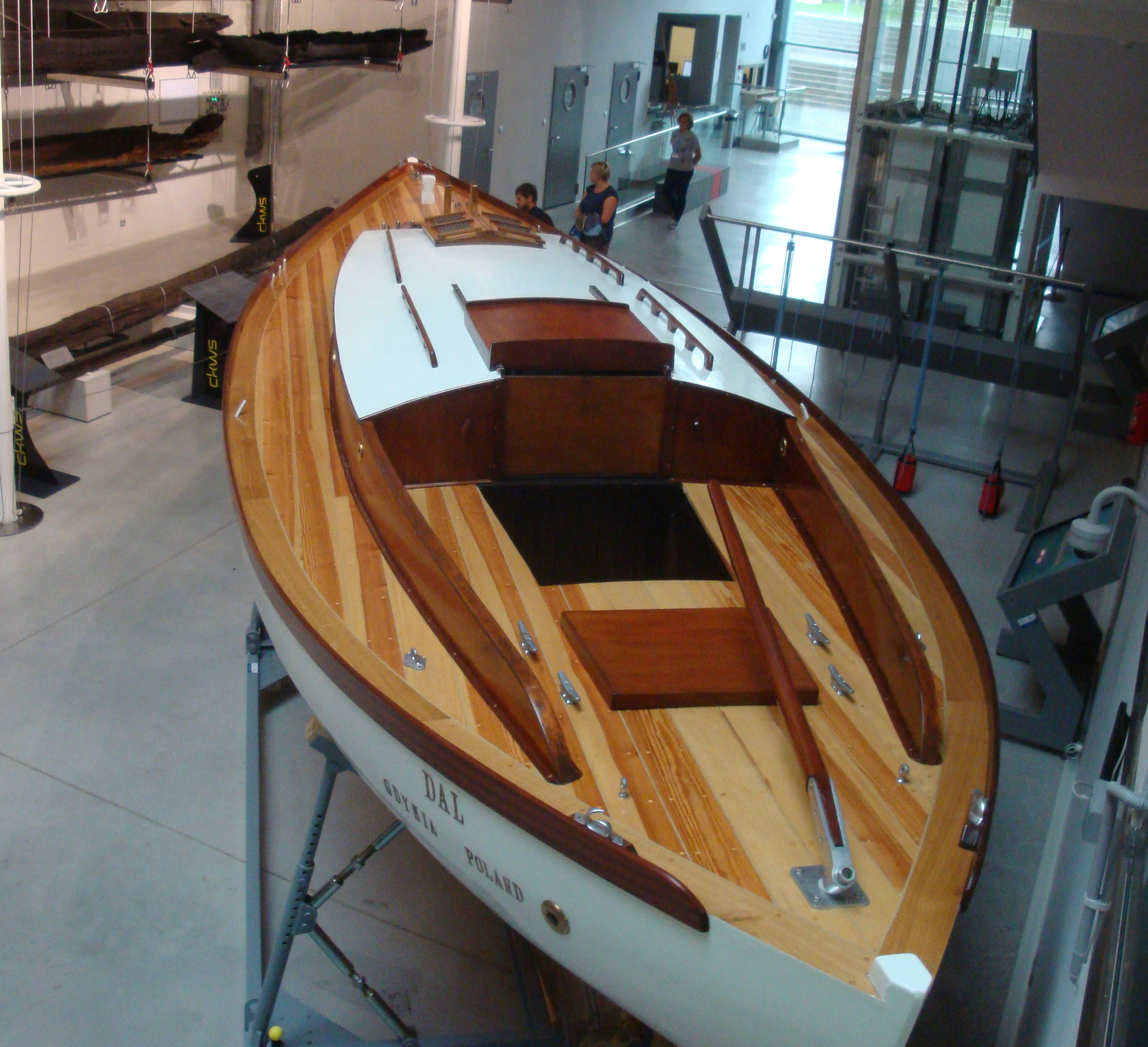
„Dal” jako eksponat w Centrum Konserwacji Wraków Statków w Tczewie

Uczestnicy wyprawy w latach 1933–1934: kapitan jachtu – por. ułanów Andrzej Bohomolec, załoga – por. mar. handl. Jan Witkowski (po dotarciu na Bermudy powrócił do Polski, zmarł niedługo potem), por. mar. handl. Jerzy Świechowski.
5 czerwca 1933 na jachcie Dal, wraz z dwoma towarzyszami, rozpoczął rejs z Gdyni do Chicago. Do Hawru dotarli 23 czerwca. Spędzili tam ok. 14 dni, dokonując napraw i przygotowując się na przebycie najdłuższego odcinka podróży. 8 lipca wypłynęli w dalszą drogę. W pobliżu Plymouth Bohomolec dostaje „silnego ataku sercowego”, co zmusza załogę do zatrzymania się w porcie w nocy z 10 na 11 lipca. Rejs wznowiono 15 lipca. Pomimo zaplanowania rejsu w bezpiecznej – jak się wydawało – trasie pasatowej, ze względu na opóźnienie, 19–22 sierpnia jacht trafia w zasięg cyklonu i przechodzi przez jego oko (jako drugi jacht, któremu się to udaje – po „Królowej Mórz” kpt. Vossa w 1912). 25 sierpnia docierają na Bermudy, gdzie dokonują napraw, wypływając w dalszą drogę 3 września. Jednak już 7 września muszą zawrócić, ze względu na kolejne pogorszenie się stanu zdrowia Bohomolca. 10 września cumują w porcie Sommerset na Bermudach.
Do 10 września 1933 łącznie przebyli ok. 6100 mil morskich, a podróż trwała 95 dni (36 dni w portach). Odcinek Plymouth – Bermudy przebyto w 42 dni i 16 godzin, przebywając odległość ok. 4065 mil.
Na Bermudach jacht spędził prawie 9 miesięcy. Po 9 dniach podróży, ok. 11 czerwca 1934, dwuosobowa załoga (Bohomolec i Świechowski) dotarła do Nowego Jorku. Po zamontowaniu silnika, 2 lipca wypłynęli w rejs do Chicago rzeką Hudson i kanałami przez Wielkie Jeziora. Dopłynęli tam 24 sierpnia 1934, dzień później jacht wystawiono na Wystawie Światowej.

## Ordery i odznaczenia
- Krzyż Srebrny Orderu Virtuti Militari
- Krzyż Walecznych (1921)[16]
- Złoty Krzyż Zasługi (30 marca 1935)[17][18]
- Medal Pamiątkowy za Wojnę 1918–1921[5]
- Medal Dziesięciolecia Odzyskanej Niepodległości[5]
- Brązowy Medal za Długoletnią Służbę[5]
- Oficer Orderu Korony Rumunii (przed 1938)[5]
- Oficer Orderu Gwiazdy Czarnej (III Republika Francuska, przed 1938)[5]
- Kawaler Orderu Legii Honorowej (III Republika Francuska, przed 1938)[5]
- Medal Pamiątkowy Wielkiej Wojny (Francja, 1922)[19]
- Medal Pamiątkowy Wielkiej Wojny (Belgia)[5]
- Medal Zwycięstwa („Médaille Interalliée”) (zezwolenie Naczelnika Państwa w 1922)[19]